# Svetlana Medvedeva
Svetlana Vladimirovna Linnik Medvedeva (em russo: Светлана Владимировна Линник Медведева; Kronstadt, 15 de março de 1965) é a esposa do ex-presidente e ex-primeiro-ministro da Rússia Dmitri Medvedev e, portanto, a primeira-dama russa de 2008 a 2012 e segunda-dama de 2012 a 2020.

## Biografia
Svetlana Linnik é oriunda de uma família militar de Leningrado (atual São Petersburgo). Graduou-se em economia pelo Instituto de Economia e Finanças de Leningrado e logo em seguida começou a trabalhar como analista de negócios. 
Svetlana casou-se com Dmitri Medvedev em 1993 (eles mantinham um relacionamento desde 1989), tendo dado à luz um menino em 1995, a quem batizaram de Ilya.

## Atividade política
Desde a eleição de seu marido, Svetlana trabalha na geminação de cidades como nas geminações Milão-São Petersburgo e Veneza-São Petersburgo. Svetlana também atua no incentivo à cultura familiar, juntamente com a Igreja Ortodoxa Russa, inspirando-se na figura de Aleixo II de Moscou.

## Galeria

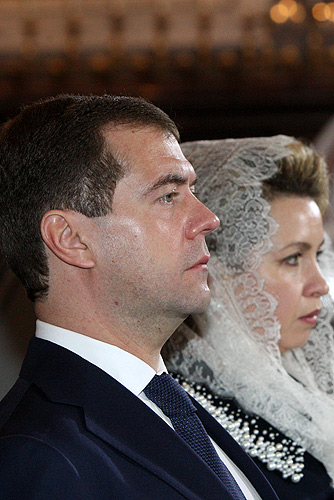
Svetlana e Dmitri Medvedev na Catedral de Cristo Salvador. Moscou, 2009.
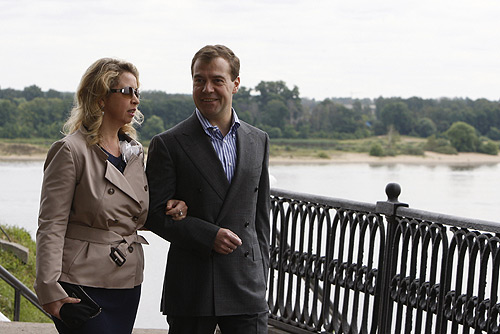
O casal presidencial caminha nas margens do rio Volga, 2008.
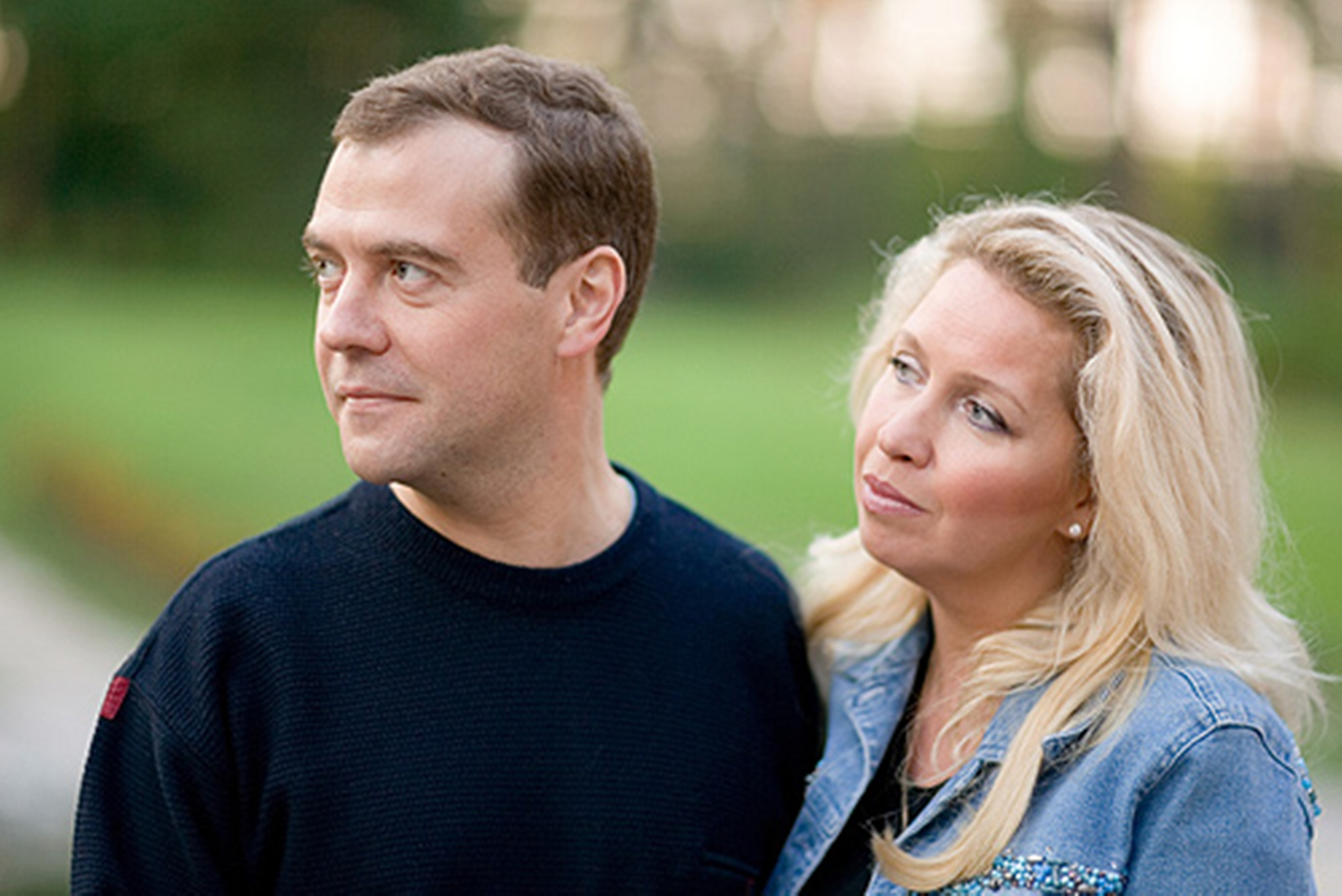
O casal Medvedev.
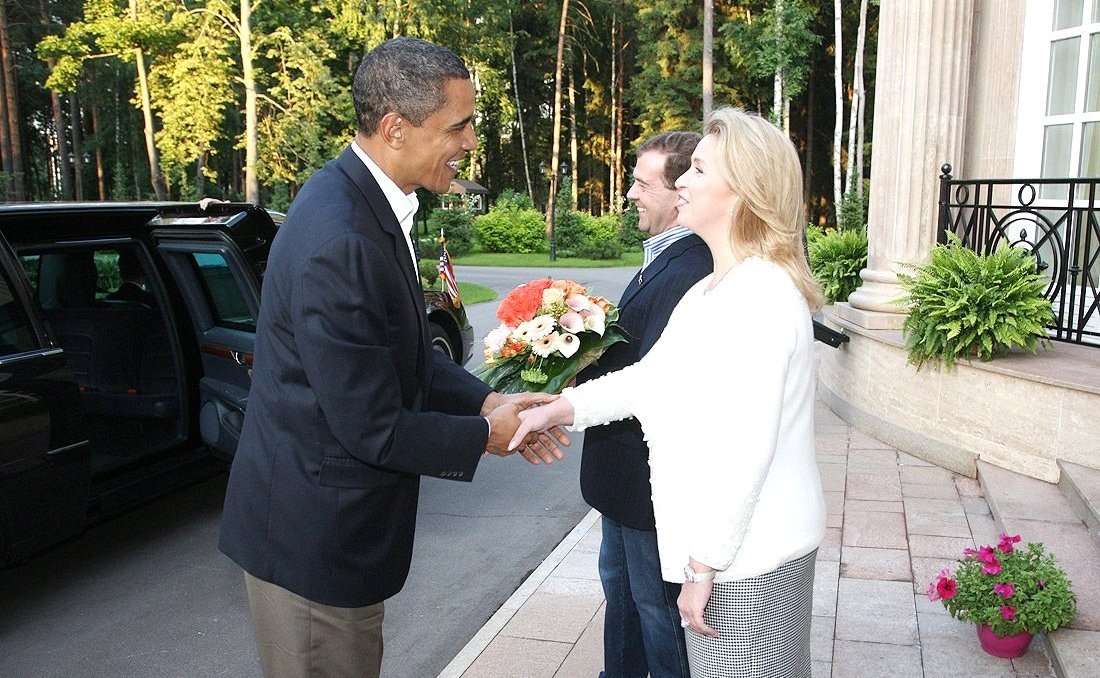
Barack Obama é recebido pelo casal presidencial em 6 de julho de 2009.
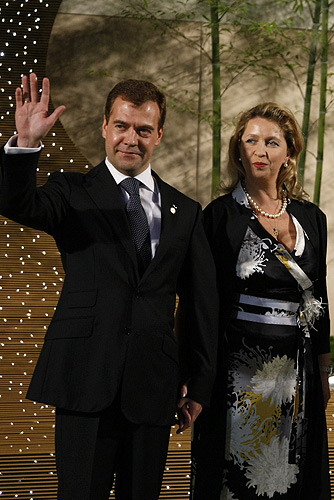
Dmitri Medvedev e Svetlana Medvedeva no 34º Encontro do G8. Hokkaido, Julho de 2008.
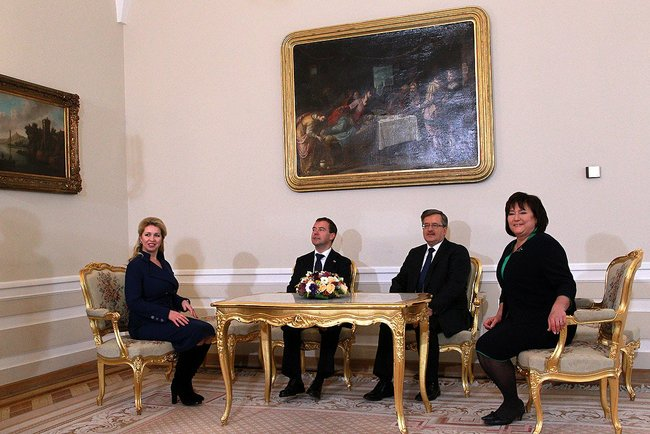
Os Medvedev sendo recebidos pelo Presidente Komorowski da Polônia, 2010.
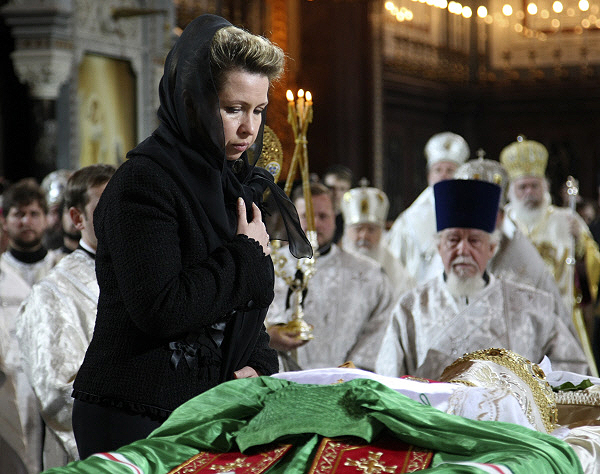
Svetlana no funeral de Aleixo II de Moscou, 2008.
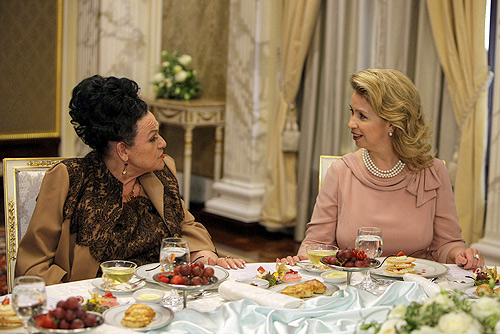
Durante jantar com Lyudmila Zykina, 2009.
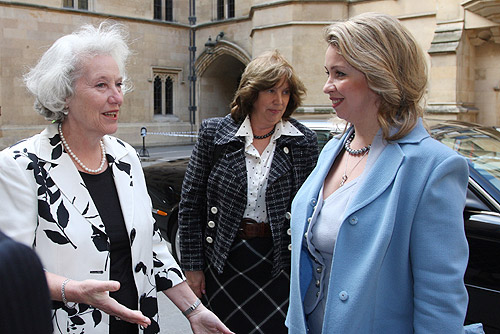
Svetlana cumprimenta Helene Hayman durante visita ao Parlamento do Reino Unido, 2008.